# La Baffe
La Baffe ist eine französische Gemeinde mit 621 Einwohnern (Stand 1. Januar 2022) im Département Vosges in der Region Grand Est (bis 2015 Lothringen). Sie gehört zum Arrondissement Épinal und zum Gemeindeverband Épinal.

## Geografie
Die Gemeinde La Baffe liegt etwa neun Kilometer südöstlich von Épinal in den westlichen Ausläufern der Vogesen.

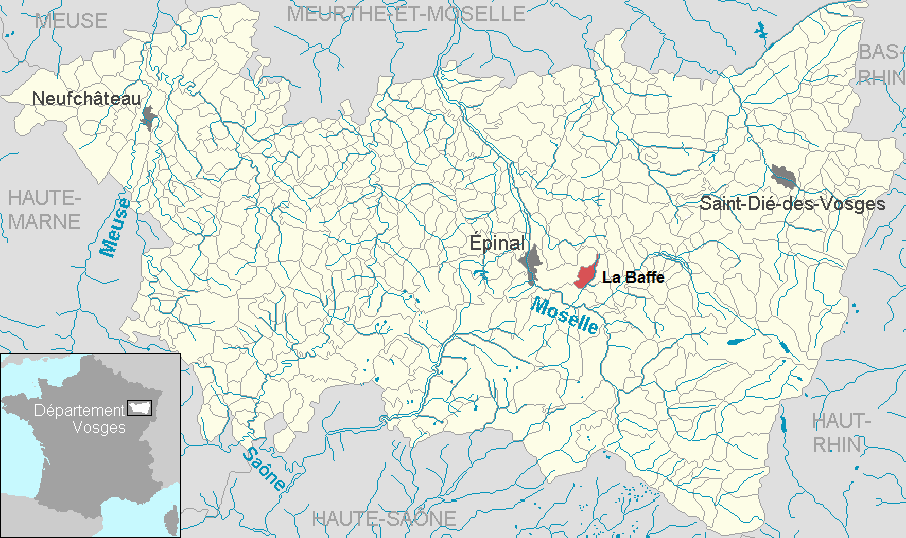
Lage der Gemeinde La Baffe
im Département Vosges

Das Gemeindegebiet umfasst einen Teil des relativ breiten mittleren Ruisseau-d’Argent-Tales, das sich in Richtung Südwesten zum Moseltal hin wieder verengt. Nach Nordwesten steigt das Gelände auf einen bis über 600 m erreichenden markanten Bergrücken an, der sich vom Moseltal bei Épinal bis zum Quellgebiet der Arentèle erstreckt. Die niedrigeren Lagen des 9 km² großen Gemeindeareals bis zu etwa 420 Metern Meereshöhe sind von Siedlungs- und landwirtschaftlich genutzten Flächen geprägt. Die oberen Lagen entsprechen etwa der Nordwesthälfte der Gemeinde, sie werden vom Forêt Communale de la Baffe, einem Teil eines großen zusammenhängenden Waldgebietes, eingenommen. Zu La Baffe gehören der Ortsteil Mossoux sowie die Weiler und Einzelhöfe Le Voé, Mignauvoid und Le Pré Ballon. Nachbargemeinden von La Baffe sind Aydoilles im Norden, Charmois-devant-Bruyères im Osten, Cheniménil im Südosten, Archettes im Südwesten sowie Épinal im Nordwesten.

## Geschichte
La Baffe lag an der Römerstraße von Langres über Bains-les-Bains nach Deneuvre an der Meurthe.
Das Dorf (1793 noch Labaffe geschrieben) gehörte im Ancien Régime zur Bailliage Épinal, kirchlich zur Gemeinde Archettes. Dies änderte sich erst 1847 mit dem Bau der Dorfkirche.

### Bevölkerungsentwicklung
| Jahr      | 1962 | 1968 | 1975 | 1982 | 1990 | 1999 | 2006 | 2013 | 2021 |
| --------- | ---- | ---- | ---- | ---- | ---- | ---- | ---- | ---- | ---- |
| Einwohner | 260  | 315  | 313  | 397  | 482  | 562  | 621  | 661  | 512  |

Im Jahr 1846 wurde mit 673 Bewohnern die bisher höchste Einwohnerzahl ermittelt. Die Zahlen basieren auf den Daten von cassini.ehess und INSEE.

## Sehenswürdigkeiten

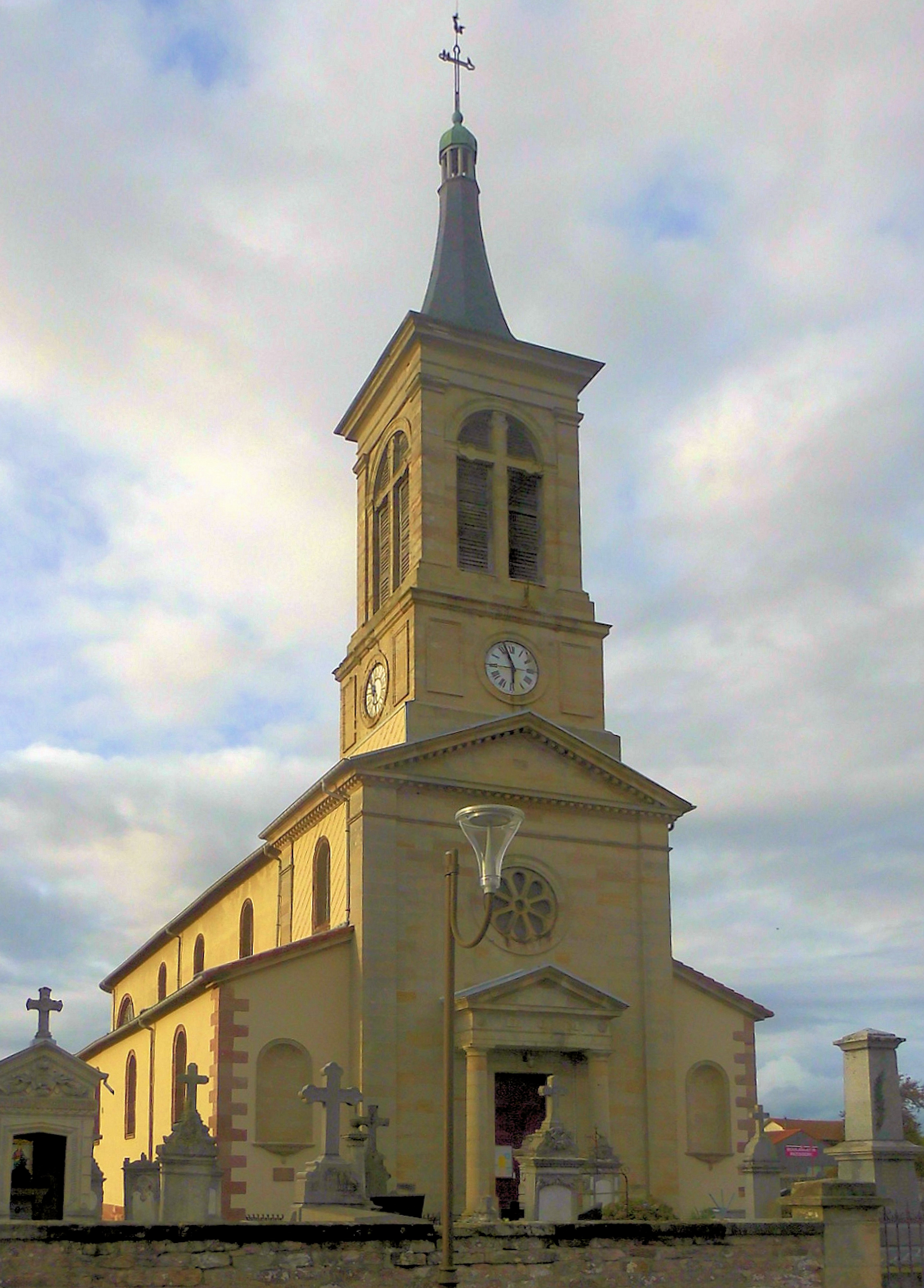
Kirche Mariä Himmelfahrt in La Baffe

- Kirche Mariä Himmelfahrt (Église de l’Assomption-de-Notre-Dame), 1847 errichtet

## Wirtschaft und Infrastruktur

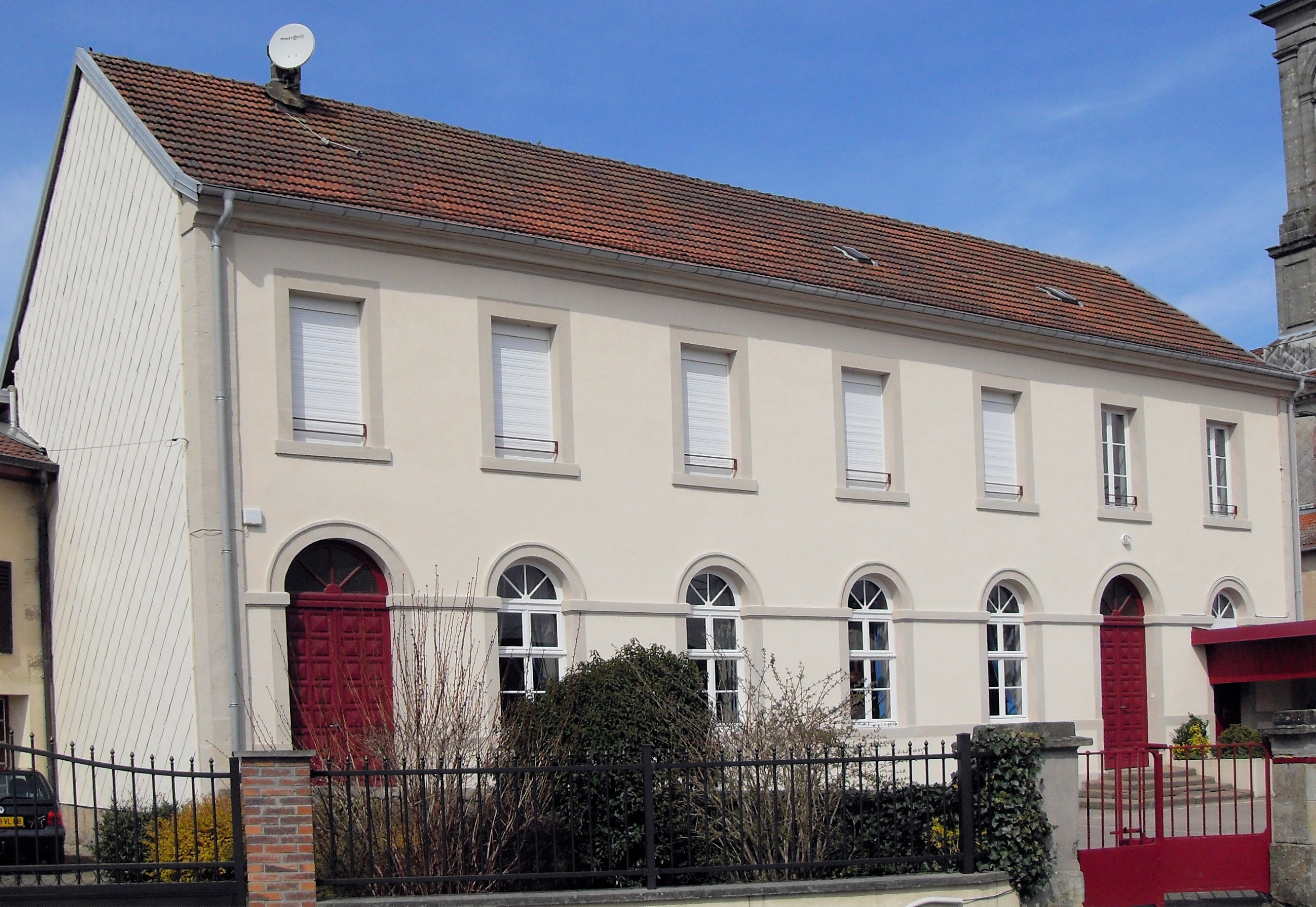
Schule in La Baffe

In der Gemeinde sind sieben Landwirtschaftsbetriebe ansässig (Milchwirtschaft, Pferdezucht). In den letzten Jahrzehnten hat sich die Gemeinde zu einem Wohnort für Berufspendler aus dem nahen Épinal entwickelt. Darüber hinaus ist die Gemeinde Standort eines öffentlichen Kindergartens und einer Dominikanerschule für Mädchen.
Die Départementsstraße 11 von Épinal nach Le Tholy (als Teil der Fernstraße Épinal-Colmar) führt durch das Gemeindegebiet von La Baffe. Weitere Straßenverbindungen bestehen zu den Nachbargemeinden Charmois-devant-Bruyères, Cheniménil und Archettes. Vier Kilometer südöstlich von La Baffe liegt der Haltepunkt Cheniménil-Docelles an der von der TER Lorraine betriebenen Bahnlinie Arches-Saint-Dié.

## Belege
1. ↑  La Baffe. (PDF; 115 kB) Archiviert vom Original (nicht mehr online verfügbar) am 4. März 2016; abgerufen am 17. Februar 2012 (französisch).  Info: Der Archivlink wurde automatisch eingesetzt und noch nicht geprüft. Bitte prüfe Original- und Archivlink gemäß Anleitung und entferne dann diesen Hinweis. vosges-archives.com
2. ↑  La Baffe auf cassini.ehess.fr
3. ↑  La Baffe auf insee.fr
4. ↑  Landwirtschaftsbetriebe auf annuaire-mairie.fr (französisch)
5. ↑  Dominikanerschule La Baffe. (Memento des Originals vom 13. März 2012 im Internet Archive)  Info: Der Archivlink wurde automatisch eingesetzt und noch nicht geprüft. Bitte prüfe Original- und Archivlink gemäß Anleitung und entferne dann diesen Hinweis. (französisch)